# Scheuer (Gefäß)

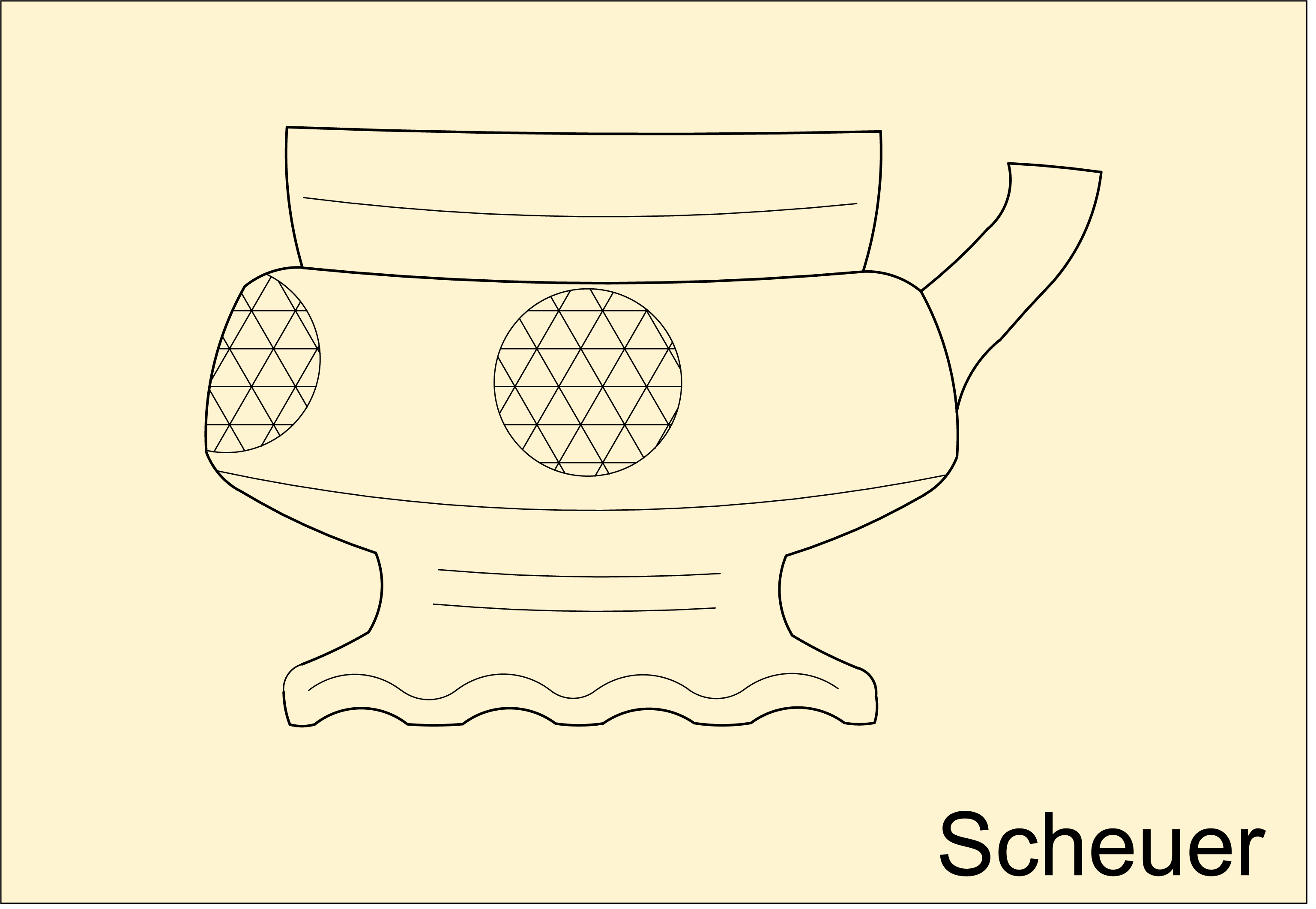
Spätgotische Scheuer mit drei Medaillonauflagen. (Umzeichnung)

Scheuer ist die Bezeichnung für eine  Trinkgefäßform des späten Mittelalters und der frühen Neuzeit. Verbreitet ist die spätgotische Form vor allem im späten 15. Jahrhundert und im frühen 16. Jahrhundert.
Scheuern ähneln einer Tasse und konnten auch in vergleichbarer Weise benutzt werden. Sie haben meist einen flachkugeligen Gefäßkörper mit Fuß und hochgezogenem Rand sowie einen Henkel, der auf der Schulter angesetzt und am Ende abgeschnitten wurde. Hergestellt wurden sie aus Glas, Holz oder aus Silber. Scheuern aus Keramik sind nur aus dem Rheinland aus Siegburger Steinzeug bekannt.
Zwei aufeinandergestellte Becher wurden auch Doppelscheuer genannt, wobei der obere Becher den Deckel bildet.